# Speedfreek
Ne doit pas être confondu avec The Speed Freak.
Speedfreek est un super-vilain appartenant à l'univers de Marvel Comics. Il est apparu pour la première fois dans Incredible Hulk #388, en 1991.

## Origine
Leon Shappe est rentré dans le crime organisé en volant une armure à un homme qu'il avait tué.
Il assassina un gangster pour le compte du mafieux Lang. Ce dernier l'engagea de nouveau pour tuer l'amant de son fil homosexuel Tyler, sidéen en phase terminale. A l'hôpital Wilson, il attaqua le couple. Rick Jones tenta de s'interposer, mais c'est l'arrivée de Hulk, ami du docteur Wilson, qui mit le super-criminel en déroute. Tyler décéda de cause naturelle à la fin du combat, et Hulk et Jones enregistrèrent les aveux de Lang à l'enterrement de son propre fils.
Quand la fille de Shappe apprit la profession de son père, elle fugua. Elle termina sa fugue, enceinte, dans une petite ville de Floride, où elle rencontra Hulk et Betty Banner. Cette dernière voulut l'aider et l'accompagna se faire avorter. Mais la jeune femme fut abattue par le fils du révérend. Apprenant la mort de sa fille, Shappe chercha l'aide de Hulk pour retrouver l'assassin. 
Hulk ne reconnut Speedfreek que lorsque ce dernier mit son armure pour en finir avec le jeune Larry, rongé par les remords. Hulk, blessé, lui jeta une batterie de voiture, qu'il coupa en deux. Brûlé au visage, il s'enfuit.
On le revit plus tard s'échappant du Raft avec de nombreux super-criminels.
Il se cacha à Stamford, avec Nitro, Coldheart et l'Homme de cobalt. Le quatuor fut attaqué par les New Warriors. Speedfreek fut tué lors de l'explosion du quartier, provoqué par Nitro.

## Pouvoirs
- Speedfreek portait une armure équipée de puissants bootjets, permettant de se déplacer très rapidement dans toutes les directions.
- Speedfreek prenait une drogue appelée Snap pour augmenter ses réflexes.
- Ses gantelets abritait chacun une lame d'adamantium, rétractable et pouvant trancher toute substance.
- Il était aussi équipé d'un fouet-grappin dont l'hameçon était aussi en adamantium.